# بيوتر أوستينوف
بيوتر أوستينوف هو لاعب كرة قدم روسي في مركز حراسة المرمى، ولد في 8 فبراير 1987 في ألمانيا الغربية. لعب مع فولغا تفير ‏.

## وصلات خارجية
- بيوتر أوستينوف على موقع قاعدة بيانات كرة القدم.إي يو (الإنجليزية)
- بيوتر أوستينوف على موقع Soccerway.com (الإنجليزية)